# Hervormde Kerk (Stad aan ’t Haringvliet)

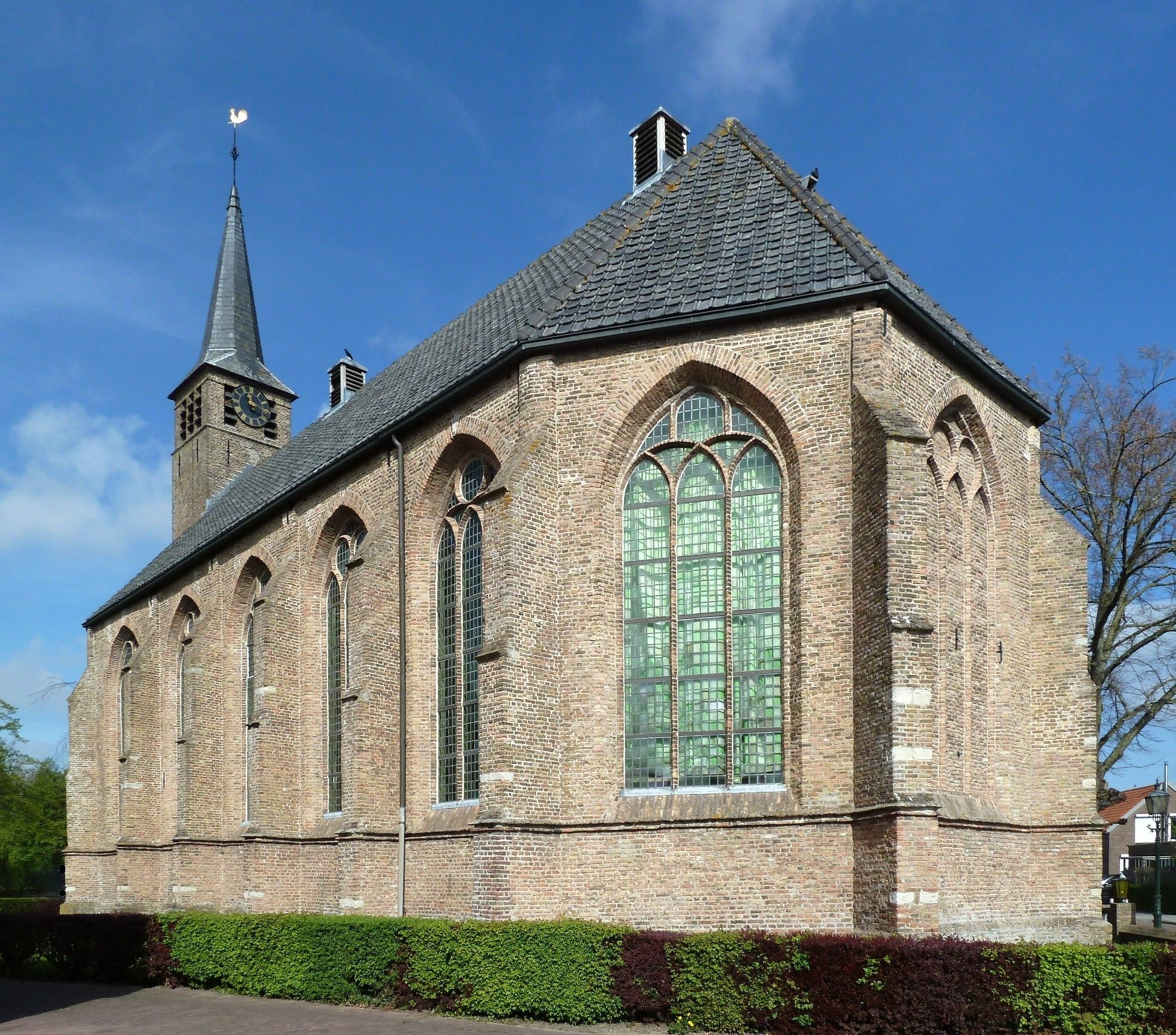
Die Hervormde Kerk

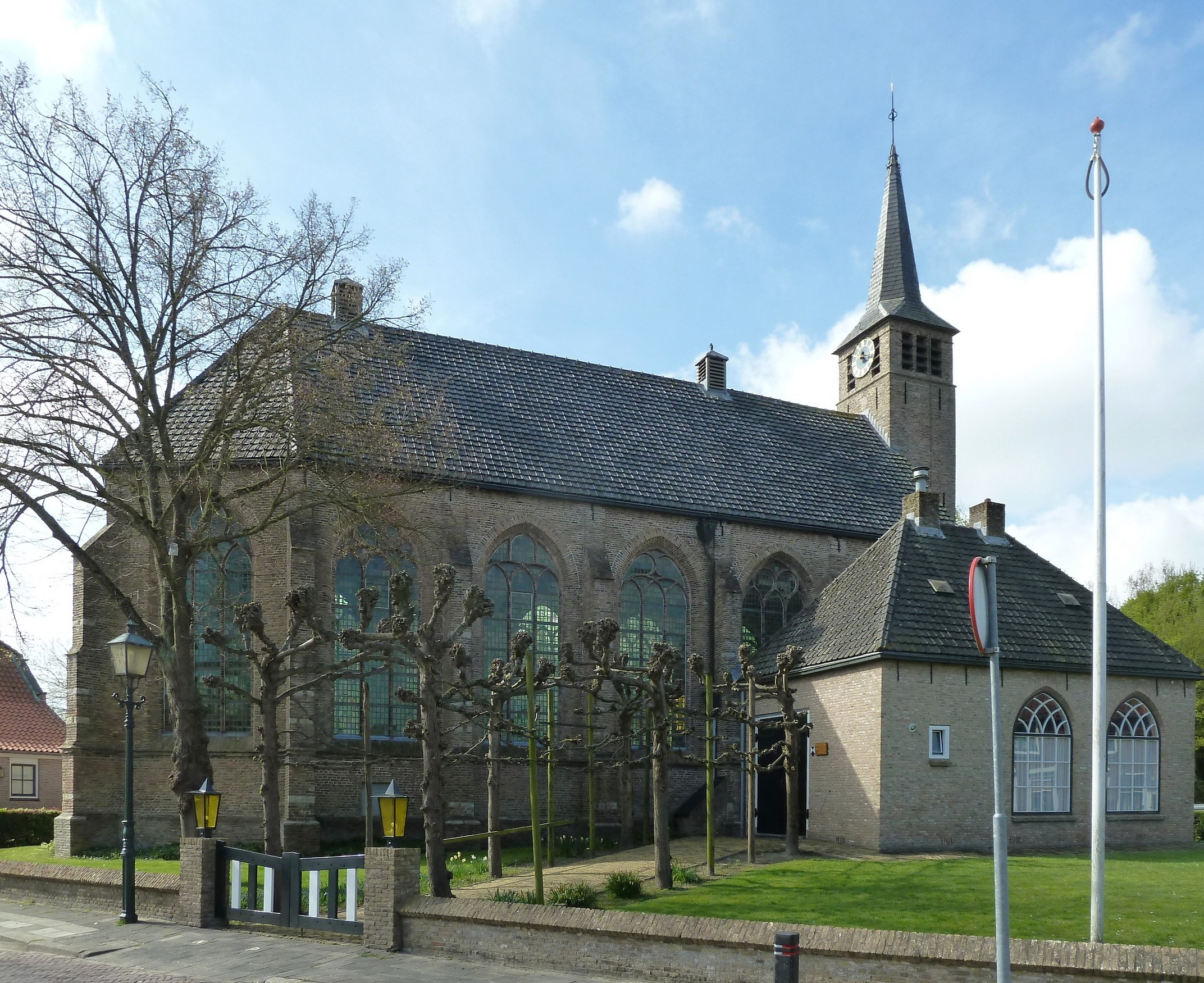
Ansicht von Norden

Die Hervormde Kerk (deutsch Reformierte Kirche) ist das Kirchengebäude einer reformierten Gemeinde innerhalb der Protestantischen Kirche in den Niederlanden in Stad aan ’t Haringvliet auf der Insel und gleichnamigen Gemeinde Goeree-Overflakkee in der Provinz Südholland. Der Turm der Kirche sowie das Kirchenschiff sind seit 1973 als Rijksmonumente eingestuft.

## Geschichte
Die Reformierte Kirche ist eine einschiffige Kirche mit einem dreiseitig geschlossenen Chor und einem schlanken Fassadenturm mit Knickhelm im Westen. Der spätgotische Sakralbau im Stil der Backsteingotik wurde vermutlich im Jahr 1534 erbaut und 1586 erneuert. 
Nach einem Brand der Kirche im Jahr 1898 blieben nur die Außenmauern erhalten, auch die Maßwerke der Fenster wurden teilweise zerstört. Auf die Restaurierung im Jahr 1899 folgten 1923 der Turmanbau und 1925/1926 eine umfassende Kirchenrestaurierung, bei der auch die Maßwerke der Fenster wiederhergestellt wurden. 
Zum Ausstattung der Kirche gehören zwei Kupferleuchter aus dem 18. Jahrhundert, mehrere Grabsteine aus dem 17. und 18. Jahrhundert und ein kupferner Taufbeckenhalter aus dem 17. Jahrhundert.

## Orgel
In das im Jahr 1900 durch den Orgelbauer Jan Proper gefertigte Orgelgehäuse wurde 1980 durch Ernst Leeflang eine neue Orgel eingebaut. Dabei wurden zwei Register von Proper wiederverwendet. Die Orgel wurde am 12. September 1980 eingeweiht. Sie hat sieben Register im Hauptwerk und sechs im Oberwerk. Die drei Pedalstimmen sind kombiniert.